# Laura Weightman
Laura Weightman (Alnwick, 1º luglio 1991) è una mezzofondista britannica.

## Palmarès
| Anno                                  | Manifestazione          | Sede           | Evento       | Risultato  | Prestazione | Note                          |
| ------------------------------------- | ----------------------- | -------------- | ------------ | ---------- | ----------- | ----------------------------- |
| In rappresentanza della Gran Bretagna |                         |                |              |            |             |                               |
| 2010                                  | Mondiali juniores       | Moncton        | 1500 m piani | 6ª         | 4'14"31     |                               |
| 2012                                  | Giochi olimpici         | Londra         | 1500 m piani | 9ª         | 4'15"60     |                               |
| 2013                                  | Mondiali                | Mosca          | 1500 m piani | Batteria   | 4'14"38     |                               |
| 2014                                  | Europei                 | Zurigo         | 1500 m piani | Bronzo     | 4'06"32     |                               |
| 2015                                  | Mondiali                | Pechino        | 1500 m piani | Semifinale | dns         |                               |
| 2016                                  | Giochi olimpici         | Rio de Janeiro | 1500 m piani | 11ª        | 4'14"95     |                               |
| 2017                                  | Mondiali                | Londra         | 1500 m piani | 6ª         | 4'04"11     |                               |
| 2018                                  | Europei                 | Berlino        | 1500 m piani | Bronzo     | 4'03"75     |                               |
| 2019                                  | Mondiali                | Doha           | 5000 m piani | 7ª         | 14'44"57    | Miglior prestazione personale |
| In rappresentanza dell' Inghilterra   |                         |                |              |            |             |                               |
| 2014                                  | Giochi del Commonwealth | Glasgow        | 1500 m piani | Argento    | 4'09"24     |                               |
| 2018                                  | Giochi del Commonwealth | Gold Coast     | 5000 m piani | Bronzo     | 15'25"84    |                               |

## Altre competizioni internazionali
2020
- Bronzo all'Herculis ( Monaco), 5000 m piani - 14'35"44
- Argento al Bauhaus-Galan ( Stoccolma), 1500 m piani - 4'01"62